# Mutua Madrileña Madrid Open 2010
Die Mutua Madrileña Madrid Open 2010 waren  ein Tennisturniers der WTA Tour 2010 für Damen sowie eines Tennisturniers der ATP World Tour 2010 für Herren, die zeitgleich vom 7. bis 16. Mai 2010 in der Caja Mágica im spanischen Madrid stattfanden.

## Herrenturnier
→ Qualifikation: Mutua Madrileña Madrid Open 2010/Herren/Qualifikation

## Damenturnier
→ Qualifikation: Mutua Madrileña Madrid Open 2010/Damen/Qualifikation